# Cserny József (formatervező)
Cserny József (Diósgyőr, 1939. augusztus 4. – 2009. július 10.) Kossuth-díjas magyar ipari formatervező.

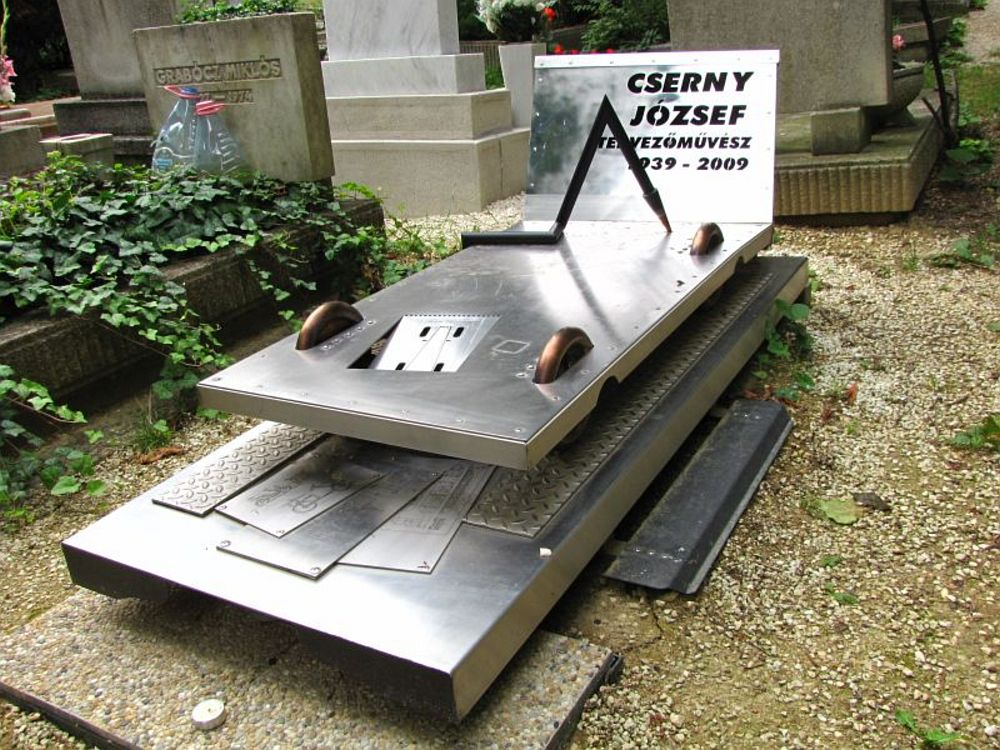
Sírja a Farkasréti temetőben (25/II-1-18).

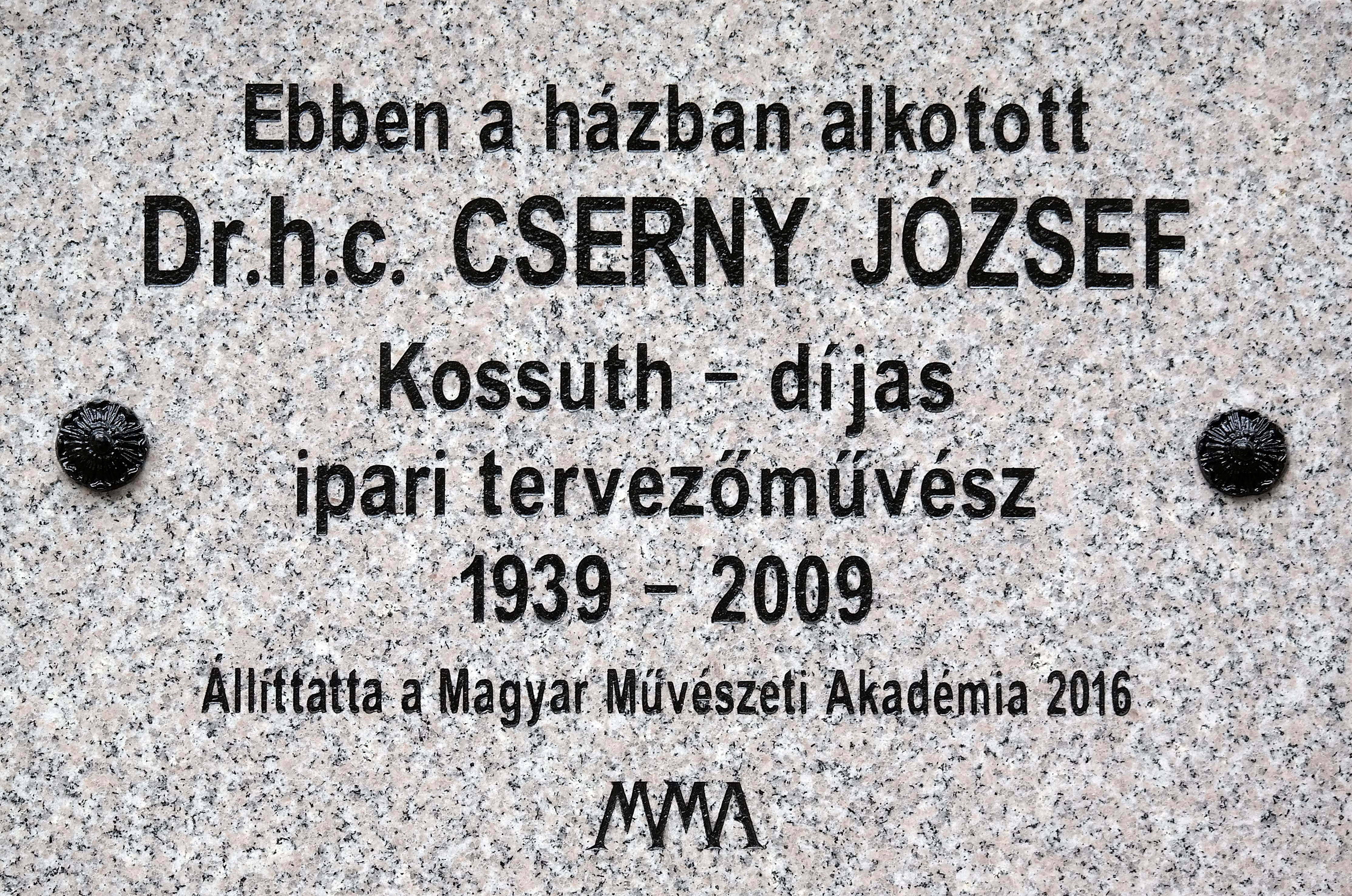
Emléktáblája a Budapest XII. kerület Maros utca 10. számú lakóház falán

## Élete
1957 és 1962 között tanult a Magyar Iparművészeti Főiskolán, ipari formatervező szakon. Mesterei: Kaesz Gyula, Borsos Miklós, Dózsa Farkas András. 1978-ban Lelkes Péterrel megalapította a Zsennyei Műhelyt, ennek 1978-tól 1982-ig szervező titkára volt. 1986 és 1990 között elnöke volt a Szimpozionok és Alkotótelepek Tanácsának, 1989-től pedig minden évben regionális szimpozion-találkozókat szervez. 1990-től Péter Ágnessel közösen a Symposion c. folyóirat szerkesztője, 1994-től a Magyar Szimpozionok és Alkotótelepek Társaságának is az elnöke volt. 1994-től a Soproni Egyetemen oktatott. Több jelentős nemzetközi design-szimpóziumokon vett részt: Internationale WMW-Pleinair, Lychen (1978, 1980), Interdesign 79 Vienna (1979), Interdesign Baku (1983). A Magyar Művészeti Akadémia tagja. Számtalan díjat kapott különböző konstrukciókért, formatervekért. Jelentős volt elméleti munkássága is. 1967-től a Magyar Iparművészeti Főiskola oktatási tevékenységében is részt vett, majd 1994-től a Soproni Egyetem munkájában is. A hazai szimpózium-mozgalom egyik vezéralakja volt. A Farkasréti temetőben nyugszik (25/II-1-18).

## Írásai
- Az ipari formatervezés művészete, Tudományos Ismeretterjesztő Társulat, Budapest, 1962
- Nemzetközi Szimpozionok Magyarországon, Budapest, 1987.

## Díjak
- 1981: Formatervezési Nívódíj
- 1985: Munkácsy Mihály-díj
- 1989: Érdemes művész, Dózsa-Farkas András-díj
- 1993: Kossuth-díj
- 1997: a Soproni Egyetem tiszteletbeli doktora
- 2005: Simsay Ildikó-díj

## Róla
- Cserny József formatervező iparművész; fel. szerk. Mojzes Ildikó; Budapest, MMA Kiadó, 2020. Ill. ISBN 978-615-5869-36-5